# Kelmscott (Oxfordshire)
Pour les articles homonymes, voir Kelmscott.
Kelmscott est une paroisse civile et un village de l'Oxfordshire, en Angleterre.